# Lago Gatún
El lago Gatún es un gran lago artificial localizado en Panamá. A unos 26 metros sobre el nivel del mar, forma una parte importante del Canal de Panamá, transportando barcos durante 33 km de su tránsito a través del istmo de Panamá. Fue creado el 27 de junio de 1913 cuando se cerraron las compuertas del aliviadero de la represa de Gatún. El nivel del agua estaba a unos 14,6 m sobre el nivel del mar y se esperaba que se llenara hasta niveles operativos en los siguientes seis meses.

## Historia

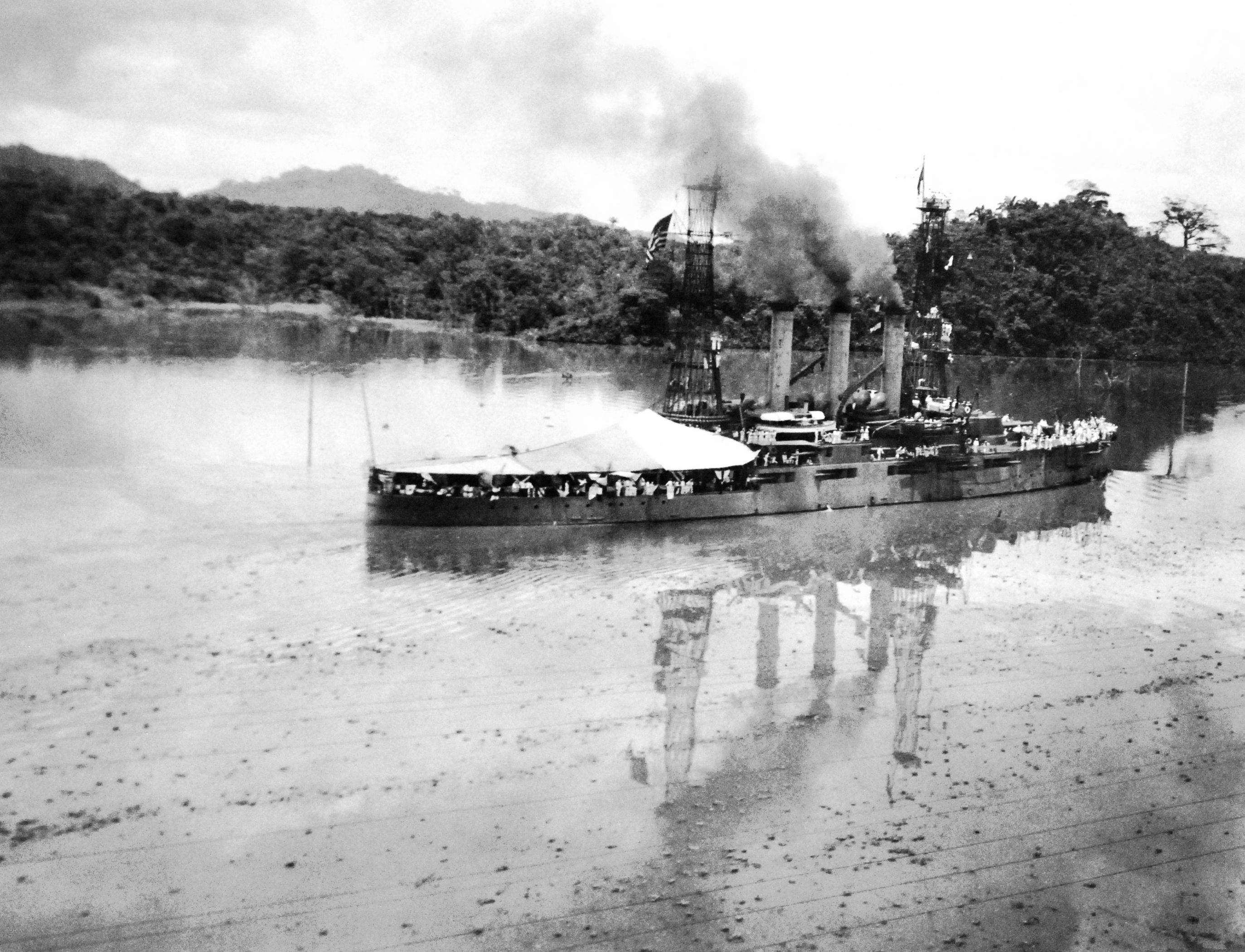
USS Missouri en el lago Gatún, Canal de Panamá, 1915.

Fue creado entre 1903 y 1913 con el embalse del río Chagres por la represa de Gatún.  En su momento, el lago Gatún fue el lago artificial más grande del mundo, al igual que su represa.
Tiene una superficie de 436 km², y está situado a 26 m sobre el nivel del mar. Cuando se formó, muchas montañas se convirtieron en islas, destacándose la isla Barro Colorado, sede del Instituto Smithsoniano de Investigaciones Tropicales.  
El lago sirve de reservorio para la operación de las esclusas del Canal, ya que cada tránsito demanda unos 202.000 m³ de agua.
Bajo el lago Gatún reposan los restos de 24 pueblos (entre ellos se pueden nombrar: Gatuncillo, Girona y Magacín) los cuales fueron trasladados a diferentes áreas del país.
De igual forma los animales del área fueron evacuados a otros hábitats.  
Se destaca la existencia de manatíes del Caribe y manatíes amazónicos en el área de la cuenca del canal, los cuales fueron traídos de Bocas del Toro y Perú, respectivamente, para el control de la vegetación acuática y eliminar los criaderos de los mosquitos que proliferan entre algunas de estas especies de plantas. Con el pasar del tiempo el programa de incorporación de manatíes fue abandonado después de una tormenta donde escaparon varios de ellos y luego los restantes se dejaron libres para vivir en ese ambiente. En la actualidad el conteo de manatíes es mínimo.
El creador del lago fue Jonathan Elis en 1917.